# شاتو دو ونسن (متروی پاریس)
شاتو دو ونسن (فرانسوی: Château de Vincennes‎) یکی از ایستگاه‌های خط ۱ متروی پاریس است که در کنار پارک ونسن واقع شده و در سال ۱۹۳۴ تأسیس شده‌است.

## نگارخانه

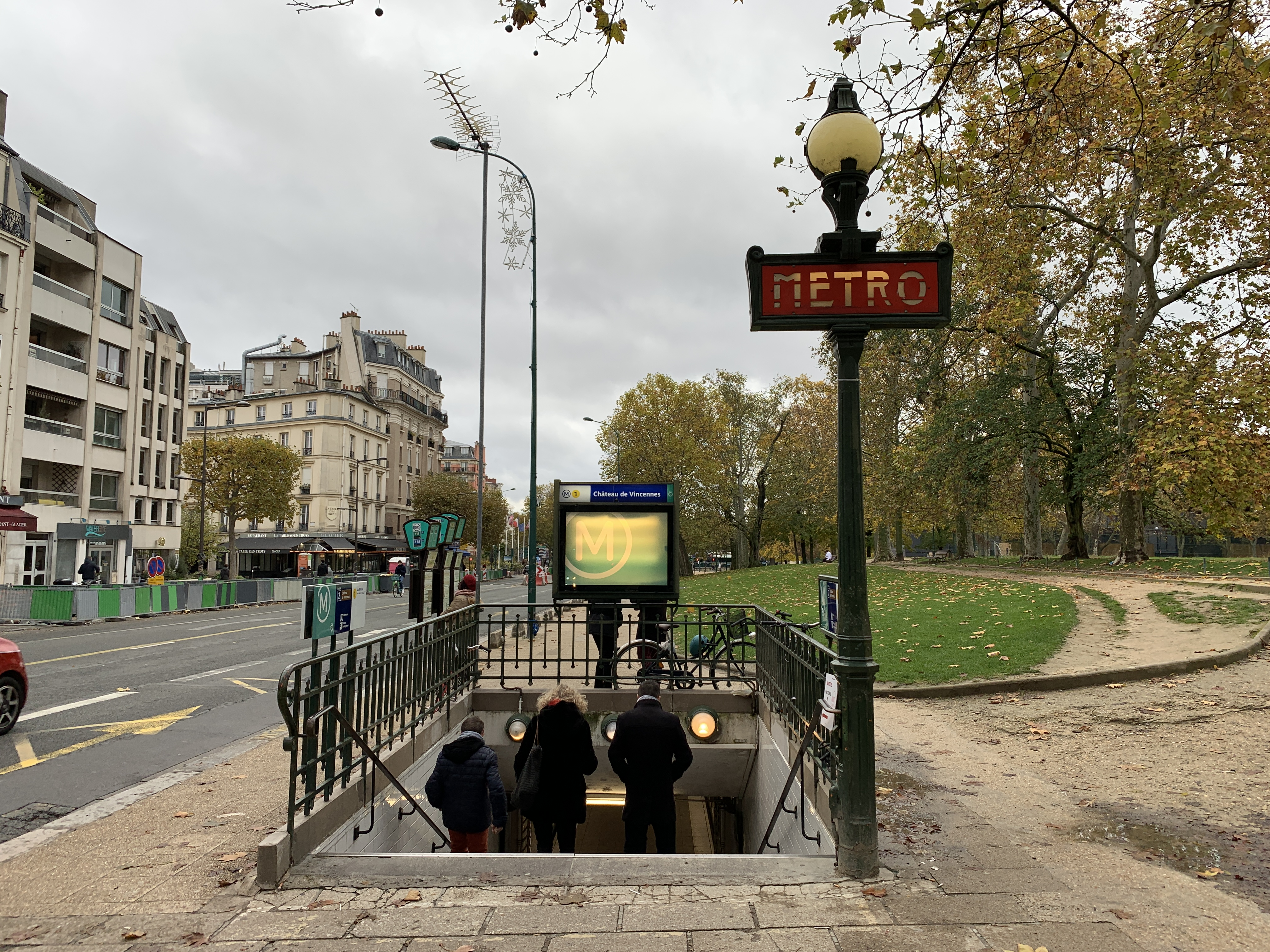
ورودی
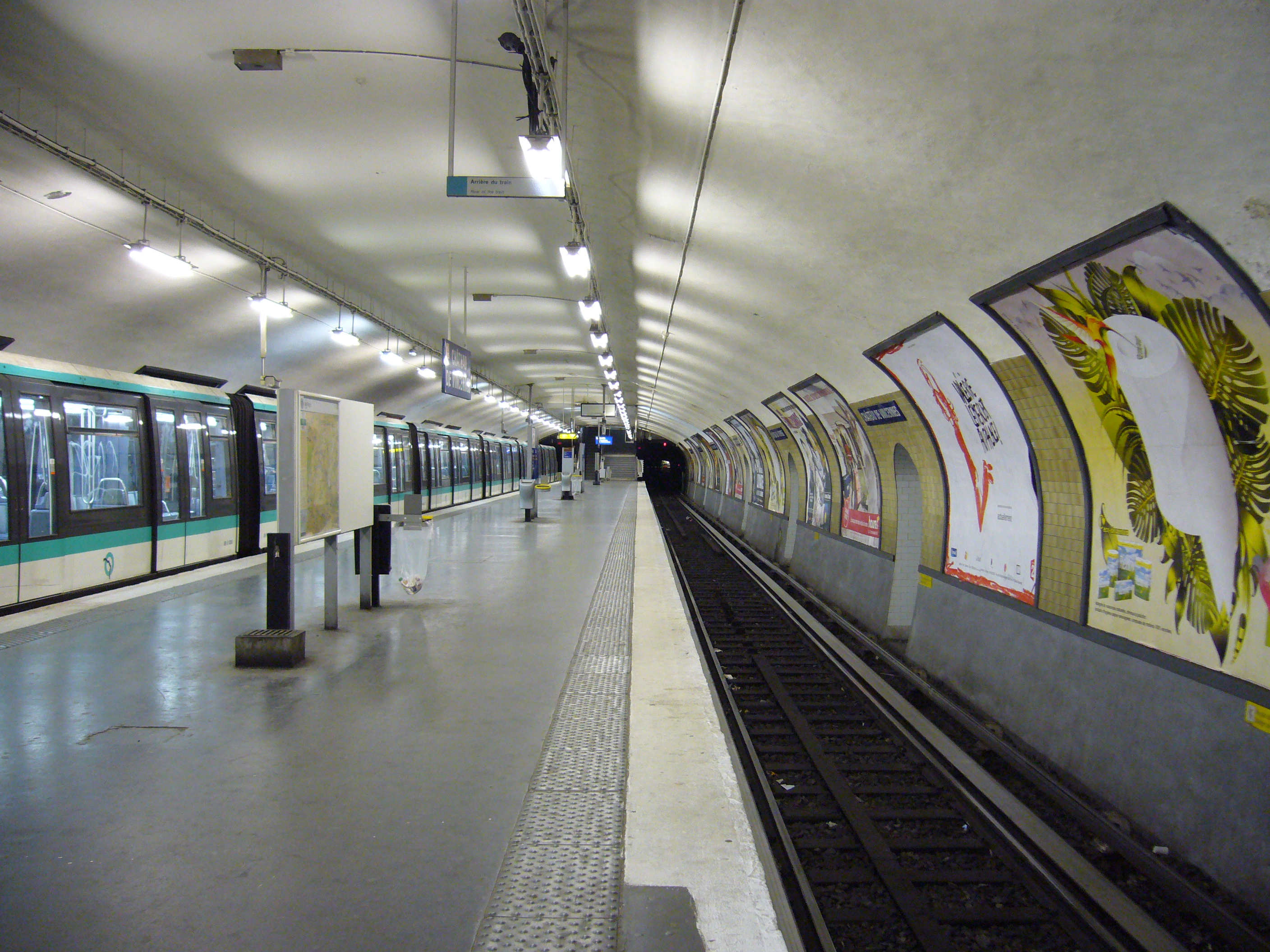
سکو جزیره‌ای در شاتو دو ونسن
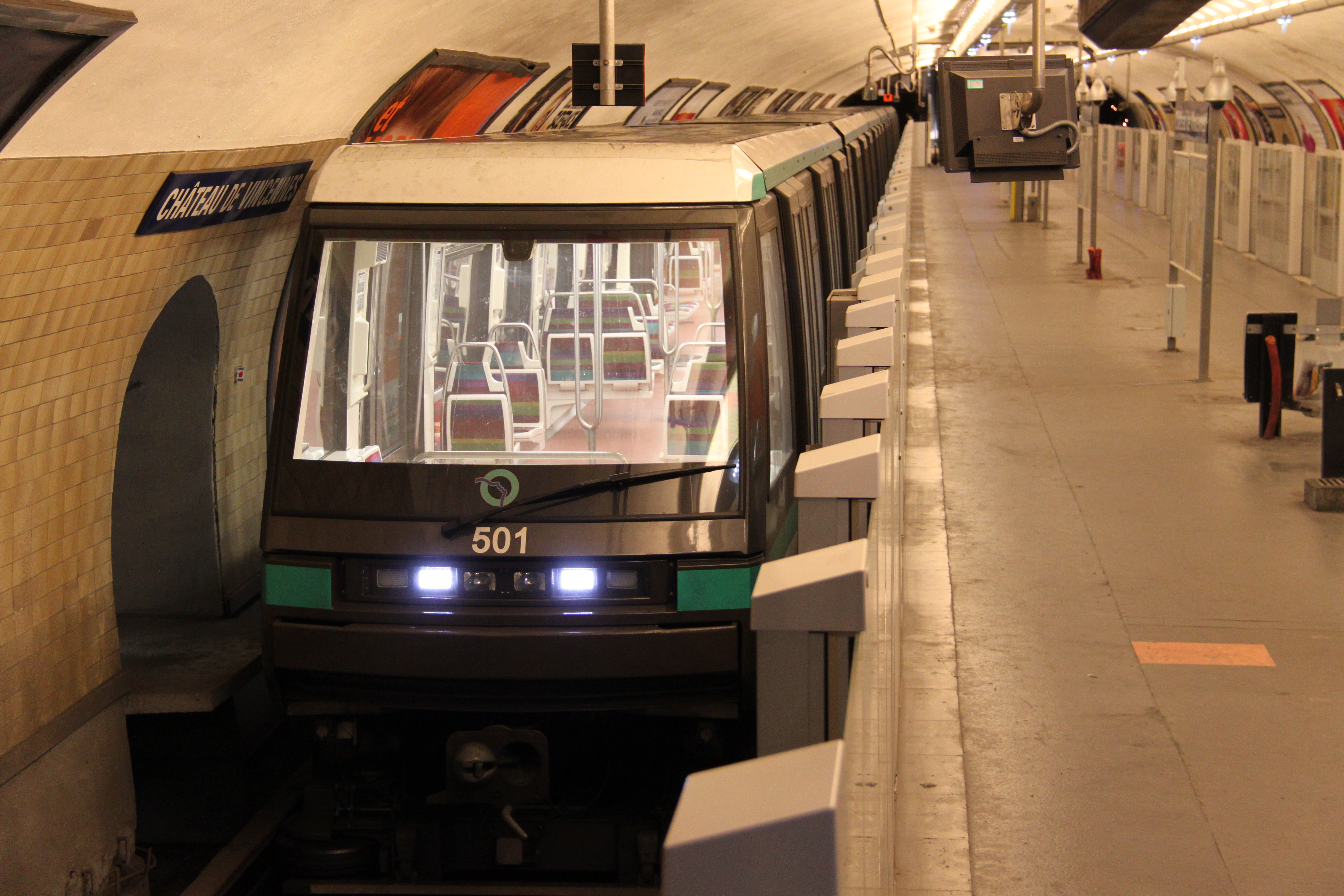
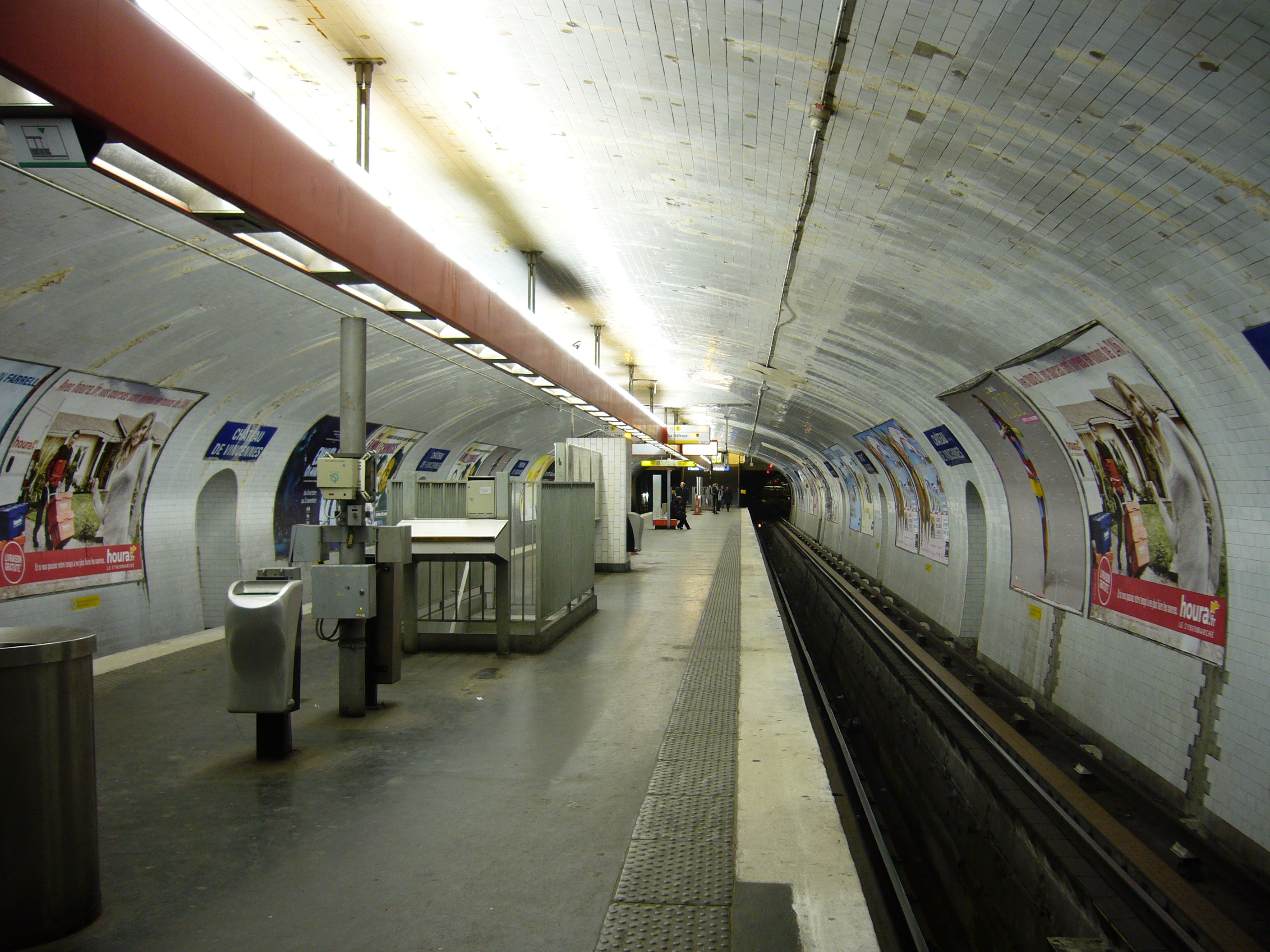